# 福井県太鼓協会
福井県太鼓協会（ふくいけんたいこきょうかい）は、全国に先がけて最も早く設立されたアマチュア和太鼓チームの非営利団体。現存はしていない。元来、和太鼓王国である福井県の和太鼓伝承と振興、および県内和太鼓チームの交流を主な目的として1981年（昭和56年）2月に発足した。創立者は高山正行、玉村武。初代会長は永井末作。当初、福井県内17団体200名以上が集結した。1994年（平成6年）に協会解散。

## 協会の特徴
- 営利を目的とせず和太鼓を愛好するチームや人物の集合団体である。
- 福井県内の和太鼓チームであれば規模や技能レベルを問わず、希望すれば自由に入会ができ、かつ自由に脱会もできる。
- 入会に当たっては少額の入会金を要するが、入会以降は年会費などの会費制を採っていない。
- 入会後も、協会は各和太鼓チームの個性を最大活かすことを主とし、奏法や個別活動に何ら規制をかけたり格付けはしない。
- 会長など執行部には、政財界人・文化人・音楽家・著名人と言えども和太鼓に関係ない人物が就くことはなく、協会もそのような人物に対し働きかけを行なわない。

## 主な活動
- 1981年（昭和56年）11月1日 - 世界初の「100人太鼓」[2] （福井県企画・置県百年記念式典）　＜福井県庁舎前広場＞ 企画・構成・演出：高山正行、高橋秀行（福井県太鼓連盟会長）、玉村武　／　作曲：白井淳夫
- 1982年（昭和57年）4月3日 - 映画「風雪を越えて」　（福井県企画・置県百年記念事業）
- 1986年（昭和61年）11月24日 - 協会結成7周年記念公演「福井の太鼓」[3]　（後援：福井新聞社・FBC福井放送・NHK福井放送局・福井テレビ放送・福井商工会議所・福井市観光協会・福井県文化振興事業団）　＜福井市フェニックスプラザ大ホール＞
- 1989年（平成元年）10月29日 - 協会結成10周年記念公演「福井の太鼓」[4]　（後援：FBC福井放送・NHK福井放送局・福井テレビ放送・福井商工会議所・福井県文化振興事業団）　＜福井市フェニックスプラザ大ホール＞
- 1993年（平成5年） - 協会結成15周年記念公演「福井の太鼓」　（後援：FBC福井放送・NHK福井放送局・福井テレビ放送・福井商工会議所・福井県文化振興事業団）　＜今立芸術会館（現 越前市いまだて芸術館）＞

## 協会解散に至る経緯
- 1980年代から日本各地で和太鼓ブームが到来している最中、全国を一律に網羅するべく大規模な和太鼓団体組織（旧「全日本太鼓連盟」・現「財団法人日本太鼓連盟」）が作られつつあった。当然ながら、福井県太鼓協会に対しても全国組織への加盟要請があったが、協会創立者である高山は地域風土ごとの伝統と特色や和太鼓チームごとの個性、各奏者ごとの個性が失われること。換言すれば、地域を越えて和太鼓文化や奏法が画一化されることを危惧し、あえて高山自身が最初に協会から身を引くことをもって、協会参加チーム各々に加盟判断の自由性を委ねた。これを発端として福井県太鼓協会は実質的に解散への道をたどるに至った。
- 高山は全日本太鼓連盟から特別に加盟要請を受けていたが、自身の考えを終始一貫変えず固辞し続けた結果、福井県太鼓協会引退を決断した経緯がある[5]。